# Т-33
Т-33 (Селезень) — лёгкий опытный плавающий танк СССР. Стал первым отечественным плавающим танком.

## Разработка
СССР внимательно следил за всеми разработками, касающимися создания новых образцов вооружений и военной техники в других государствах. Поэтому, как только командование РККА получило информацию об успешных испытаниях британского танка-амфибии Vickers-Carden-Loyd A4, УММ РККА осенью 1931 года поручает ведущему на то время конструкторскому коллективу танкостроителей, ОКМО завода «Большевик», в безотлагательном порядке приступить к разработке аналогичной советской машины. Работы возглавил С.А. Гинзбург.
На момент начала работ советская сторона не располагала никакой конкретной информацией о новой боевой машине, кроме нескольких фотографий и общих ТТХ, озвученных в средствах массовой информации. Например, было известно, что танк разрабатывался на базе армейского тягача марки Vickers-Carden-Loyd.
В качестве базового шасси использовали имеющийся легкий трактор-тягач производства фирмы Vickers-Carden-Loyd, один из которых был закуплен СССР в 1931 году. Важно подчеркнуть, что данная машина проектировалась именно как сельскохозяйственная, и не предназначалась ни для чего иного. Решение было принято после внимательного изучения полученных фотографий, на которых можно было определить, что британская амфибия имеет ходовую часть с компоновкой, аналогичной тракторной. Проекту было присвоено наименование «Селезень», позднее машина стала именоваться Т-33.

## Испытания
Первый опытный танк был готов к испытаниям в конце марта 1932 г. Танк получил противопульную защиту, собранную клёпкой из листов гомогенной брони толщиной от 4 до 9 мм. После сборки стыки проходили дополнительную герметизацию. Чтобы Т-33 обрёл большую плавучесть, конструкторы установили вдоль его бортов обитые жестью деревянные поплавки, придав последним корытообразную форму. Поплавки набивались изнутри сушёными водорослями или пробкой. Машина стала достаточно устойчиво держаться на воде, но её плавучести хватало только для себя. Транспортировать грузы и десант машина на плаву не могла.

## Конструкция

### Двигатель
В качестве двигателя танк получил отечественный карбюраторный двигатель жидкостного охлаждения «АМО-2», имевший мощность 63 л.с. (по другим источникам – «Форд-АА» мощностью 40 л.с.). Вместе с радиатором он размещался справа по ходу движения. Запас возимого топлива составлял 110 л, а расчётная дальность перегона по шоссе – 200 км. Танк был способен плавать со скоростью 4 км/ч (2-3 км/ч против течения) и передвигаться по суше со скоростью до 42 км/ч. Для движения на плаву использовался вертикальный руль и трёхлопастной винт. В передней части корпуса перед башней монтировался волноотражательный щиток.

### Ходовая часть
Трансмиссия, боковые и главный фрикционы вместе с КПП устанавливались в передней части корпуса. Блокированную подвеску машины оснастили листовыми рессорами. Ходовая часть получила по паре двухкатковых тележек на борт. Задние опорные катки являлись одновременно направляющими, ведущие колёса разместили спереди.

### Экипаж
Экипаж состоял из двух человек: командира и механика-водителя. Командир размещался в башне, механик-водитель — в передней части корпуса.

### Вооружение
Один пулемёт ДТ-29 калибра 7,62-мм во вращающейся башне. Боекомплект составлял 2520 патронов, размещённых в 40 снаряжённых дисках.

## Оценка
Принимать танк на вооружение было крайне преждевременно ввиду огромного количества присущих машине технических недостатков. Теснота боевого отделения отрицательно сказывалась на работе экипажа, а об установке второго пулемёта или малокалиберной пушки речь не шла вообще. Проект был отправлен на доработку.

## Боевое применение
На вооружение не принимался, до настоящего времени не сохранился.